# NGC 3765
NGC 3765 ist eine Spiralgalaxie vom Hubble-Typ Sbc im Sternbild Löwe. Sie ist schätzungsweise 454 Millionen Lichtjahre von der Milchstraße entfernt.
Das Objekt wurde am 28. März 1832 von John Herschel entdeckt.